# Noventa y uno
El noventa y uno (91) es el número natural que sigue al noventa y precede al noventa y dos.

## Matemáticas
- Es un número compuesto, que tiene los siguientes factores propios: 1, 7, y 13. Como la suma de sus factores es 21 < 91, se trata de un número defectivo.
- Es el menor pseudoprimo que satisface la congruencia 3n = 3 mod n.
- Es un número triangular y hexagonal, y además es uno de los pocos números hexagonales que también es hexagonal centrado.
- Número piramidal cuadrado.
- La función 91 de McCarthy es una función recursiva.

## Ciencia
- 91 es el número atómico del protactinio (Pa).
- Objeto de Messier M91 es una galaxia espiral barrada en la constelación Coma Berenices.
- (91) Aegina es un asteroide que forma parte del cinturón de asteroides.

- Datos: Q690992
- Multimedia: 91 (number) / Q690992